# Cuamácuaro
Cuamácuaro är en ort i Mexiko.   Den ligger i kommunen Turicato och delstaten Michoacán de Ocampo, i den södra delen av landet, 240 km väster om huvudstaden Mexico City. Cuamácuaro ligger 786 meter över havet och antalet invånare är 183.
Terrängen runt Cuamácuaro är lite kuperad. Runt Cuamácuaro är det ganska glesbefolkat, med 25 invånare per kvadratkilometer. Närmaste större samhälle är La Ermita, 13,5 km väster om Cuamácuaro. I omgivningarna runt Cuamácuaro växer huvudsakligen savannskog.